# Calamariinae
Calamariinae är en underfamilj i familjen snokar. Underfamiljen utgörs av nästan 90 arter fördelade på 7 släkten.
Arterna förekommer i tropiska delar av Sydostasien. De når allmänt en längd upp till 30 cm. Familjens medlemmar har små ögon med runda pupiller. I motsats till de egentliga snokarna förekommer färre än åtta fjällplattor på huvudets topp. Individerna har ett långsamt rörelsesätt och de äter oftast daggmaskar och insekter.
Underfamiljens medlemmar gömmer sig oftast i lövskiktet, under träbitar som ligger på marken samt bakom andra växtdelar.
The Reptile Database listar sju släkten i underfamiljen:
- Calamaria Boie, 1827
- Calamorhabdium Boettger, 1898
- Collorhabdium Smedley, 1932
- Etheridgeum Wallach, 1988
- Macrocalamus Günther, 1864
- Pseudorabdion Jan, 1862
- Rabdion Duméril, 1853